# Holovî, Verhovîna
Holovî (în ucraineană Голови) este localitatea de reședință a comunei Holovî din raionul Verhovîna, regiunea Ivano-Frankivsk, Ucraina.

## Demografie
Componența lingvistică a localității Holovî
     Ucraineană (100%)
Conform recensământului din 2001, toată populația localității Holovî era vorbitoare de ucraineană (100%).